# Familial
Familial — дебютний сольний студійний альбом англійського музиканта Філіпа Селвея, найвідомішого як барабанщика рок-гурту Radiohead. Він вийшов 30 серпня 2010 року у Великій Британії і отримав переважно позитивні відгуки.

## Музика
Familial містить десять треків, написаних Селвеєм за участю різних музикантів. Селвей виконував партії акустичної гітари та вокалу; Pitchfork описав альбом як збірку «тихих народних пісень» у традиціях англійського автора-виконавця пісень Ніка Дрейка.

## Відгуки критиків
На сайті Metacritic, який присвоює нормалізовану оцінку зі 100 рецензіям основних критиків, Familial має 66 балів на основі відгуків 18 критиків, що означає «загалом схвальні» рецензії.
Енді Келлман з AllMusic похвалив тексти пісень альбому, сказавши, що вони «заспокоюють, а не киплять», і написав, що «такі тонкі, зворушливі альбоми, як цей, варто випускати частіше». У змішаній рецензії Pitchfork описав Familial як «скромний, манірний альбом, який понад усе цінує прямоту, простоту і гіркувато-солодкі почуття, іноді вдало, іноді ні».

## Трек-лист
| #     | Назва                   | Тривалість |
| ----- | ----------------------- | ---------- |
| 1.    | «By Some Miracle»       | 2:37       |
| 2.    | «Beyond Reason»         | 2:52       |
| 3.    | «A Simple Life»         | 3:14       |
| 4.    | «All Eyes on You»       | 2:31       |
| 5.    | «The Ties That Bind Us» | 3:41       |
| 6.    | «Patron Saint»          | 3:27       |
| 7.    | «Falling»               | 3:13       |
| 8.    | «Broken Promises»       | 3:01       |
| 9.    | «Don't Look Down»       | 5:03       |
| 10.   | «The Witching Hour»     | 2:54       |
| 32:33 |                         |            |

## Персоналії
- Філіп Селвей
- Ліза Германо
- Себастьян Штейнберг
- Глен Котче
- Пет Сансоне